# Mordechai Dubin
Mordechai Dubin (hebräisch מרדכי דובין; lettisch Mordehajs Dubins; * 1. Januar 1889 in Riga; † 1956 in Tula, Sowjetunion) war ein jüdischer Politiker in Lettland.

## Leben
Mordechai Dubin wurde in eine wohlhabende jüdische Kaufmannsfamilie geboren. Nach der Schulzeit stieg er in den Holzhandel ein und exportierte Holz, das aus Weißrussland die Daugava hinab zum Hafen Riga geflößt wurde. Am Ende des Ersten Weltkriegs trat er dem Lettischen Volksrat bei, der im November 1918 die lettische Unabhängigkeit erklärte. Mit Gleichgesinnten gründete er den lettischen Zweig der internationalen jüdisch-orthodoxen Bewegung Agudas Shlumei Emunei Yisroel (jiddisch „Bund des glaubenstreuen Israel“).
1920 wurde Dubin in die Verfassunggebende Versammlung Lettlands gewählt. Von 1922 bis 1934 war er Abgeordneter der Saeima, des lettischen Parlaments. In der Saeima war er Vorsitzender der Fraktion Agudat Jisra’el („Israel-Bund“). Mit Staatspräsident Kārlis Ulmanis war er befreundet.
Mordechai Dubin galt als einer der führenden jüdischen Politiker Lettlands. Er war Vorsteher der jüdischen Gemeinde in Lettland bis 1940. Er ermöglichte vielen vom Stalinismus verfolgten Juden, aus der Sowjetunion über Lettland in den Westen auszuwandern. An der Freilassung von Joseph Isaac Schneersohn 1928 war er maßgeblich beteiligt.
Nach der sowjetischen Besetzung Lettlands 1940 wurde Mordechai Dubin – zusammen mit Abertausenden Juden und anderen Letten – am 14. Juni 1941 in sowjetische Arbeitslager deportiert. 1942 wurde er mit Auflagen („unter Beobachtung“) freigelassen. 1946 konnte er in seine Heimatstadt zurückkehren. Kurz darauf wurde er erneut verhaftet, am 16. Oktober 1948 wegen „Mitgliedschaft in einer antisowjetischen jüdischen nationalistischen Organisation“ zu zehnjähriger Haft verurteilt und in die Butyrka in Moskau eingeliefert. Dort trat er in den Hungerstreik, wurde deshalb für geisteskrank erklärt und am 12. Januar 1949 in das psychiatrische Gefängniskrankenhaus Tula verlegt. Dort kam Mordechai Dubin 1956 zu Tode. Sein Todestag ist unbekannt.
Mordechai Dubin wurde zunächst in Tula begraben. Später wurden seine sterblichen Überreste auf dem jüdischen Friedhof in Malachowka bei Moskau beigesetzt.